# Ancient Empires
Ancient Empires — серия фантастических пошаговых стратегических игр, разработанных Macrospace для сотовых телефонов с поддержкой Java. Первая игра Ancient Empires была опубликована Macrospace 4 марта 2004 года; её продолжение (Ancient Empires II) было опубликовано Sorrent 17 июня 2005 года.

## Геймплей
Весь игровой мир представлен 2D ландшафтами, заполненными травой, деревьями, горами, реками и т. д. Игрок(и) и компьютер управляют армиями, разделенными на отряды. Все отряды имеют одинаковое количество «хитпоинтов» (10 в первой игре, 100 во второй). Большинство боевых единиц может атаковать цели, стоящие в соседних ячейках в направлении четырёх главных сторон света (север, юг, восток и запад). Некоторые боевые единицы могут атаковать на расстоянии и по диагонали. Борьба состоит в том, что один отряд нападает на другой, и они сражаются до тех пор, пока живы единицы больше чем одного отряда. Если у игрока на уровне есть замок, он может приобрести дополнительные боевые единицы. Первая игра серии для покупки новых боевых единиц требует, чтобы командир находился в замке. Это ограничение было устранено в дальнейшем. Для победы в первой части игры нужно уничтожить вражеского командира. Во второй части цари (так называемые командиры) играют более активную роль в геймплее, так как они не обязаны оставаться в замке для найма боевых единиц. Командиры теперь могут быть куплены в замке после того, как их убили (их цена зависит от того, сколько раз они умерли). Отряды набираются опыта при атаке врагов. Объекты с низкими HP могут быть помещены в замок или город, чтобы исцелиться (20 % от полной HP восстанавливается за ход).
Различные типы местности дают разные бонусы к броне и зоне перемещения единиц, стоящих в них. Например, дороги не дают бонус обороны, так как на них можно попасть в засаду, но позволяют отряду двигаться дальше за ход. Горный район дает большой бонус защиты, но его трудно пройти.

### Существа
В Ancient Empires I имеется 11 существ, в Ancient Empires II — 12:
- солдат
- стрелок
- элементал (в Ancient Empires I — ящер)
- ведьма (в Ancient Empires I — волшебник)
- висп
- жуткий волк (в Ancient Empires I — паук)
- голем
- катапульта
- дракон (в Ancient Empires I — виверн)
- командир (командир каждой стороны имеет уникальное имя)
- скелет
- кристалл (только в Ancient Empires II)

При этом в замке можно покупать любое существо, кроме скелета и кристалла. Командира можно оживить в замке, но эта возможность есть лишь в Ancient Empires II, в первой части гибель командира означала поражение. Скелет может быть поднят ведьмой (волшебником) из могилы убитых войск. Кристалл появляется только в двух миссиях. Кристалл — единственное существо в игре, не способное атаковать.

## История

### Часть 1
Действие игры разворачивается в фэнтезийном средневековом царстве Торин, где правит король Галамар. Игра начинается с того, что Галамару едва удаётся избежать смерти после переворота, организованного его братом Валадорном, который, захватив власть над царством, объявил охоту на Галамара. У Галамара мало войск, и его постоянно атакует Красный Легион Валадорна. В первой части кампании Галамар должен собрать союзников для того, чтобы взять реванш у своего брата. Этими союзниками стали Король ящеров, Волшебники из серой башни, Виверны, освобождённые Галамаром из плена. Как только Галамар в последний раз выигрывает сражение против войск Валадорна, он понимает, что его брат находился под демоническим контролем. Игра заканчивается захватывающим финалом.

### Часть 2
Продолжение начинается почти сразу же после конца первой части игры. Галамар и Валадорн, вышедший из-под демонического контроля, теперь должны бороться с демоническим вторжением во главе с демоном Саефом. Братья разделились в своих попытках защитить свою землю. Они узнают, что демоны сосредоточили свои атаки на нескольких храмах и крадут мистические кристаллы. В конце концов они встречаются лицом к лицу с Саефом и узнают, что он использовал кристаллы для активации старинного оружия большой мощности — Ярости Небес. Теперь братья должны использовать любые силы, которыми они располагают, чтобы победить Саефа до того, как он сможет уничтожить королевство.